# 돗토리 은행
돗토리 은행(鳥取銀行 돗토리긴코[*])은 일본의 지방은행이다. 돗토리현을 주된 영업 지역으로 하고 있다.